# Puerta de carlinga (automóvil)

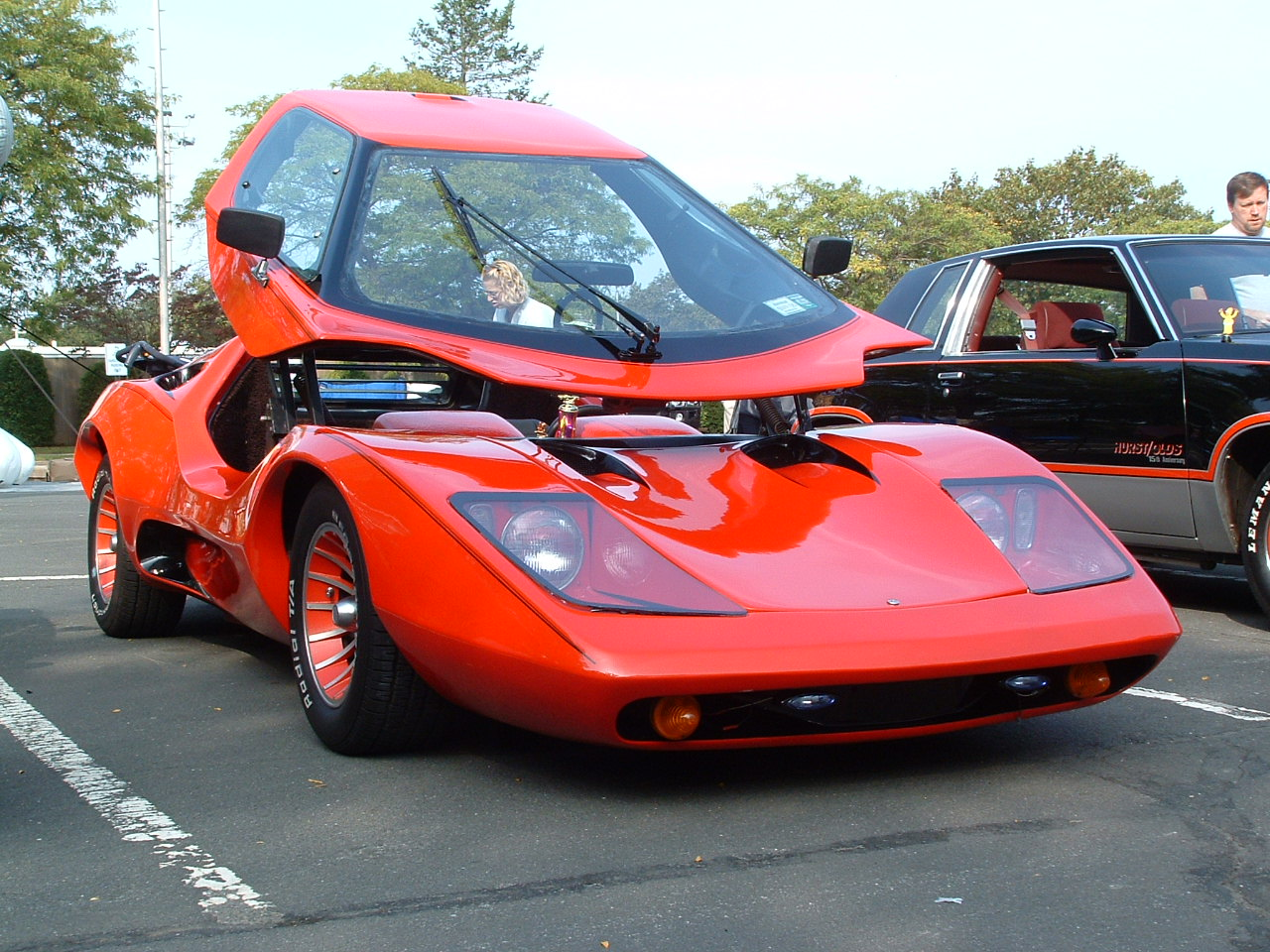
Carlinga basculante de un Sterling Nova

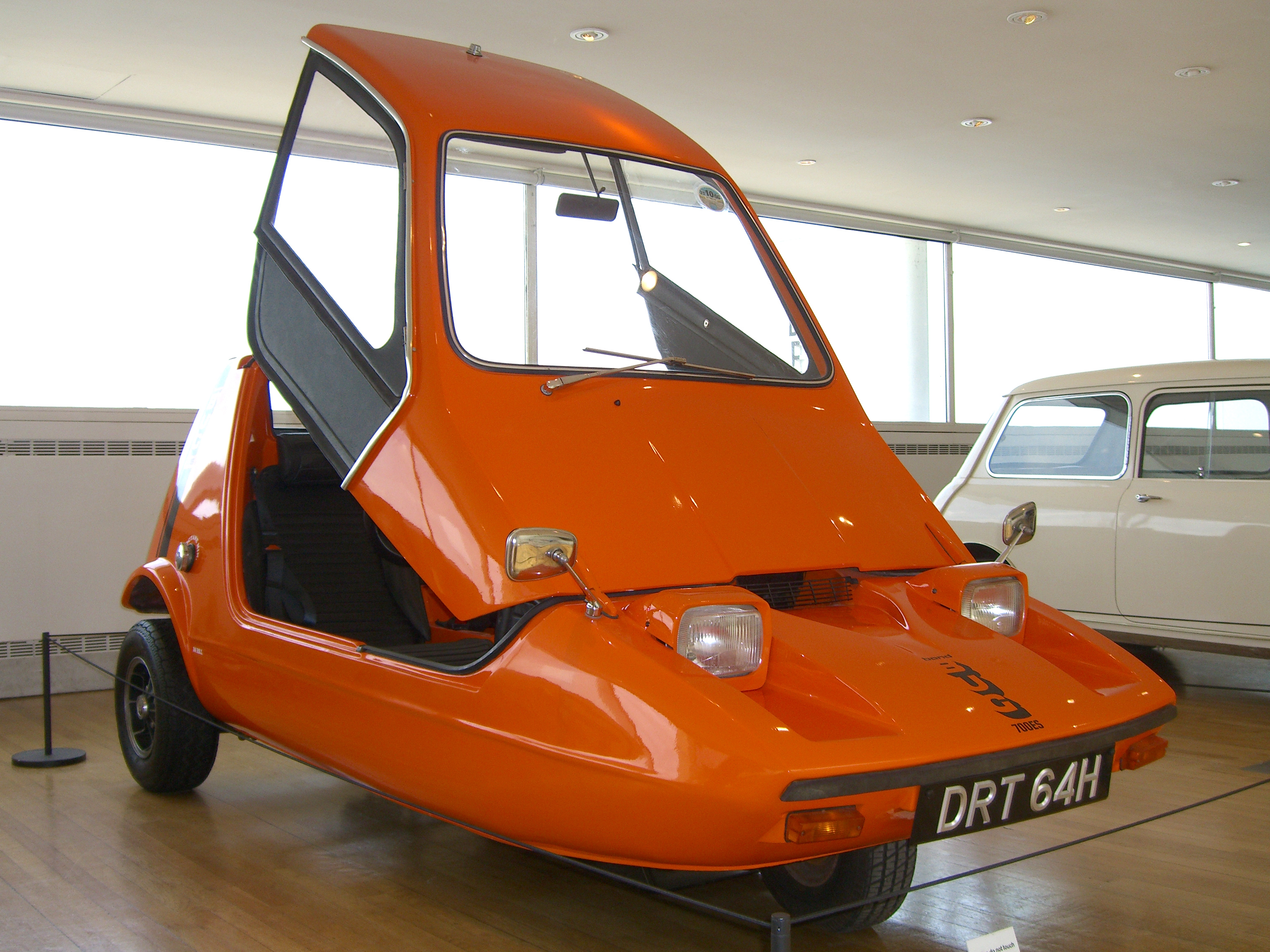
Bond Bug

Una puerta de carlinga es un tipo de puerta para automóviles que rara vez se usa. No tiene nombre oficial, por lo que, haciendo referencia a la manera en la que se retira el techo del habitáculo para acceder al vehículo, también se conoce como techo articulado, techo de burbuja, techo de cabina, puerta de techo, o simplemente carlinga ("canopy" en inglés).
Es un tipo de puerta situado encima de un automóvil, que se levanta de alguna manera para brindar acceso a los pasajeros, similar a la cubierta de la carlinga de un avión. No hay subtipos establecidos de puertas de carlinga en automoción, por lo que pueden presentar bisagras por delante, en un lateral o en la parte trasera, aunque lo más común es que estén situadas en la parte delantera. Rara vez se utilizan en automóviles de serie, y tampoco son muy frecuentes en prototipos.

## Ventajas
- Las puertas normales de los automóviles se abren hacia afuera, ocupando parte de la calzada, por lo que pueden obstruir la carretera o la acera cuando se abren. Esto no es un problema con la mayoría de las puertas de carlinga, ya que se abren verticalmente.
- El pilar A de la carrocería no es necesario, ya que no hay puertas laterales, por lo que el parabrisas puede extenderse desde la parte delantera a la trasera del coche, dando al conductor un campo de visión de más de 180 grados,[5] minimizando los puntos ciegos. A veces, todavía se agregan pilares A, como en el Sterling Nova, para darle al automóvil un aspecto más convencional.

## Desventajas
- Requiere un sistema de acondicionamiento de aire o de climatización muy eficaz, debido a que un habitáculo totalmente rodeado de vidrio o con un parabrisas envolvente genera un considerable 'efecto invernadero'.[6]
- En el caso de un accidente de vuelco, salir del vehículo sería imposible, salvo rompiendo el vidrio.
- Entrar y salir del vehículo puede ser difícil con un umbral alto y una posición incómoda del techo. Este problema se superó en el Saab Aero X, que tiene una carlinga dividida en tres partes para abrir por completo el interior.
- En situaciones de mal tiempo como nieve, lluvia o granizo, es imposible entrar o salir del vehículo sin mojar el interior, a menos que esté cubierto (también tendría que limpiar cualquier acumulación significativa de nieve del techo o sería demasiado pesado para poder levantarlo).

## Coches que utilizan puertas de carlinga
En la relación figuran tan solo algunos ejemplos.

### Messerschmitt
A Messerschmitt, el notable fabricante de aviones alemán, no se le permitió producir aviones después de la Segunda Guerra Mundial. En consecuencia, la compañía produjo automóviles, diseñados por el ingeniero aeronáutico Fritz Fend.
Las puertas de carlinga en un automóvil era un concepto nuevo, que posiblemente fue inventado por Messerschmitt basándose en el diseño de las carlingas de sus aviones. Rápidamente adoptaron esta configuración, ya que era una solución simple en la que tenían experiencia. A diferencia de la mayoría de las otras carlingas de automóvil, las de Messerschmitt tienen bisagras en un costado, al igual que en su famoso caza Bf 109 (algo habitual en muchas otras carlingas prefabricadas de cazas de guerra). Un problema con las bisagras laterales es que para un automóvil con una disposición normal de asientos uno al lado del otro, los pasajeros que se sientan más cerca de la bisagra tendrán que pasar por encima del asiento exterior para salir del automóvil. Por esa razón, la carlinga con bisagras laterales es más adecuada para automóviles de un solo ocupante o con asientos en tándem. Cuando los asientos estaban dispuestos en paralelo, las carlingas generalmente tenían bisagras en la parte delantera o trasera para evitar este problema.

#### 1953: Messerschmitt KR175
El KR175 fue el primer automóvil en adoptar una carlinga. En 1956, el modelo se sustituyó por el Messerschmitt KR200.

#### 1956: Messerschmitt KR200
Lo más notable del KR200 es su distintiva cabina en forma de burbuja, que dio lugar al término 'microcoche'. El KR200 continuó con las marquesinas con bisagras laterales del Messerschmitt. Por lo general, estaban fabricados con materiales acrílicos transparentes ("Plexiglas" o "Perspex"), aunque después fueron más habituales en un material más seguro, el polimetilmetacrilato.

### 1970: Prototipo Ferrari Modulo

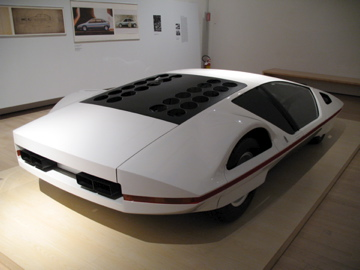
Ferrari Modulo

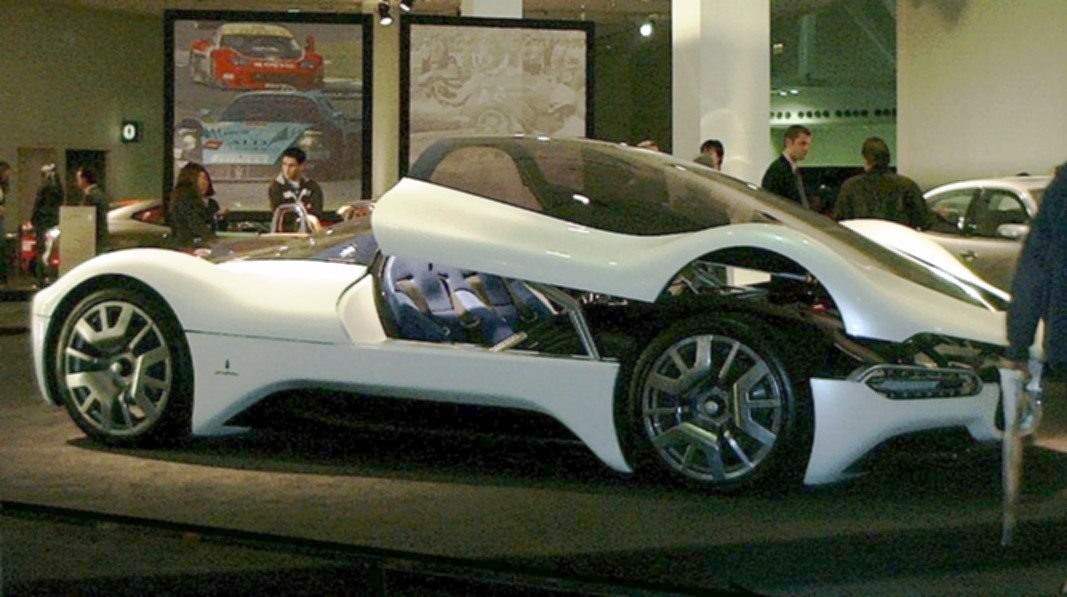
Maserati Birdcage

Solo se construyó una unidad del Ferrari 512 S Modulo, según un diseño de Pininfarina.

### 1970: Bond Bug
El Bond Bug es un pequeño automóvil deportivo de 3 ruedas, siendo el primer coche producido en serie en utilizar una carlinga con bisagras delanteras.

### 1971: Nova
Aparte del Purvis Eureka (una copia con licencia del Nova) y el Bond Bug, el Nova es el único automóvil de producción hasta la fecha que usa una puerta de carlinga con bisagras delanteras. El parabrisas tiene pequeños pilares A, por lo que parece un automóvil convencional cuando la capota está cerrada.

### 1985: Prototipo Buick Wildcat
El prototipo del Buick Wildcat de 1985 tenía una carlinga, en la que se integró gran parte de la carrocería delantera además del compartimento de pasajeros. El usó de la carlinga sirvió para darle un aspecto futurista al vehículo.

### 2002: Volkswagen de 1 litro
El prototipo del Volkswagen XL1, VW 1L, incluía una puerta de carlinga. La versión de producción en serie de 2013 incluyó puertas de mariposa.

### 2005: Prototipo Maserati Birdcage 75th
El Maserati birdcage75th carece de puertas convencionales, y utiliza un sistema de carlinga extendida. El modelo de demostración carece de aire acondicionado, por lo que los periodistas (incluido Harry Metcalfe de la revista Evo) experimentaron el 'efecto invernadero' mencionado anteriormente: mientras conducían el vehículo, según los informes, se vieron obligados a mantener la burbuja ligeramente abierta en los días calurosos para enfriar el interior del automóvil.

### 2006: Prototipo Saab Aero-X

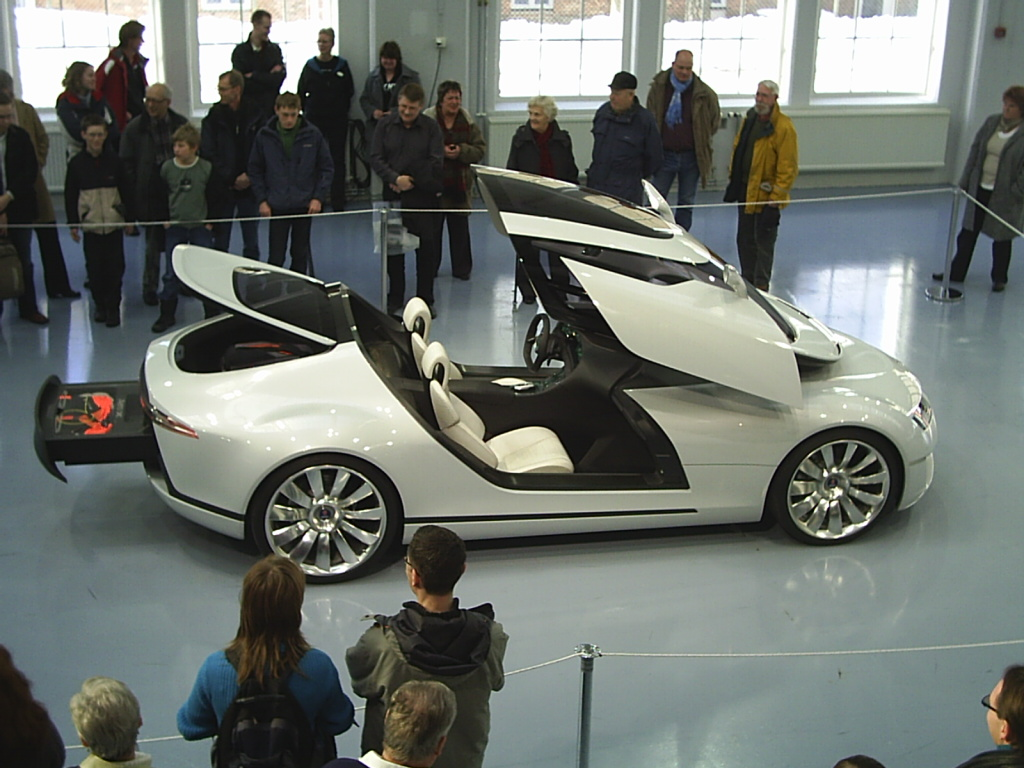
Carlinga dividida en tres partes de un Saab Aero-X

La carlinga superior del Aero X tiene el estilo de uno de los aviones Saab, que sirvieron de inspiración del diseño. Se abre mediante un
mando a distancia, y dispone de una palanca para volver a cerrarla.
La carlinga de tres piezas elimina los problemas como un umbral alto y un techo con un ángulo incómodo, aunque los mecanismos son más complejos y pesados, y es más probable que fallen; dejando a un ocupante atrapado dentro del automóvil. Incluye un parabrisas envolvente y un techo de vidrio, ventanas laterales y paneles de la carrocería (que se levantan hacia arriba y bajan los umbrales) y la sección superior del techo de la fascia interior (que se mueve hacia adentro para que no obstruya la entrada/salida). Estas secciones se acoplan en una posición en la que ocupan el menor espacio posible. Se elimina la necesidad de puertas y pilares A, lo que tiene el importante beneficio de mejorar la visibilidad general.

### 2018: Human Horizons Concept H

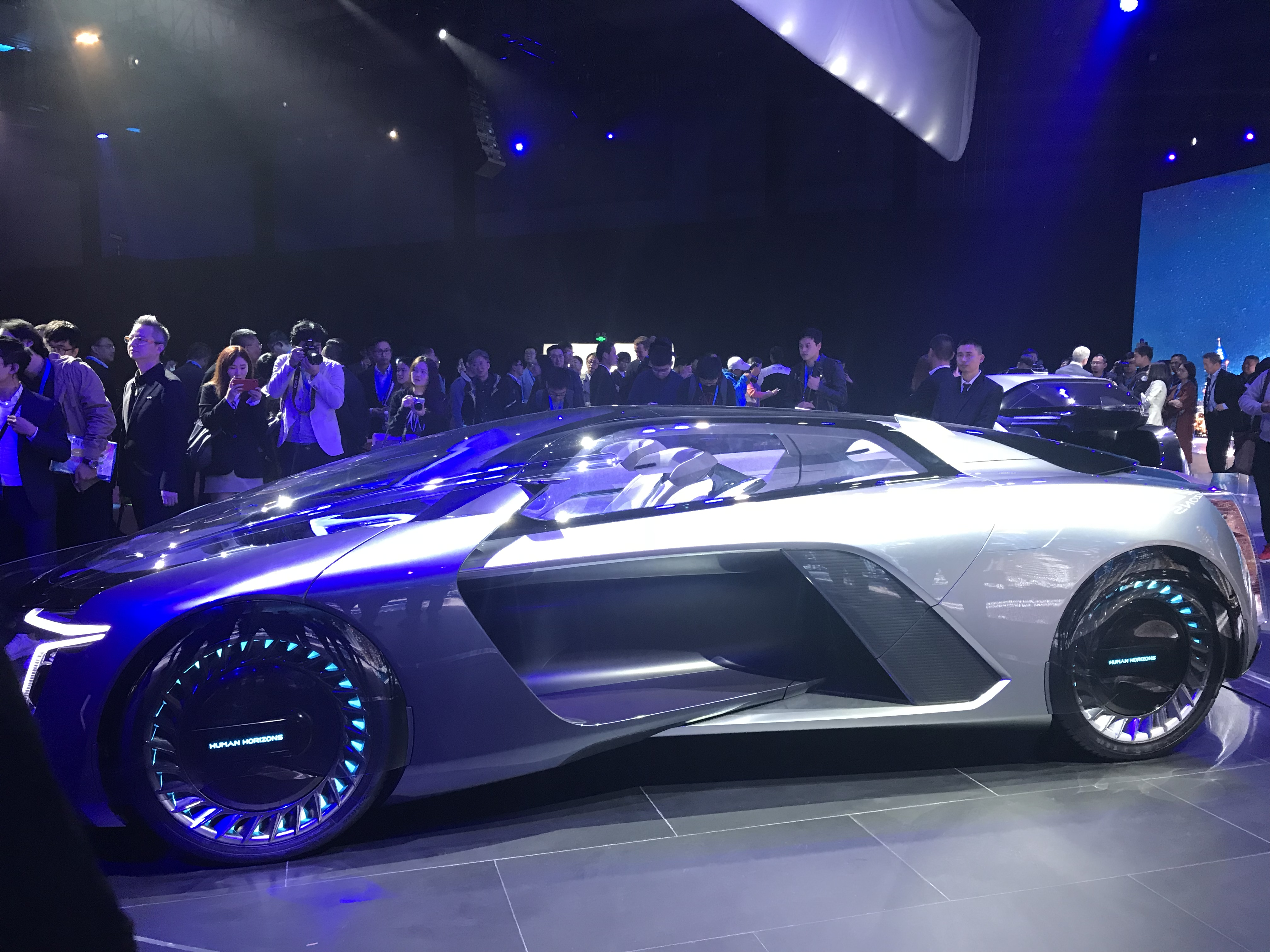
Human Horizons Concept H

En octubre de 2018, Human Horizons, la empresa matriz de la marca HiPhi NEV, reveló el Concept H, junto con el Concept A. La letra H corresponde a Hipervelocidad, y presenta un conjunto de puertas de mariposa con una apertura de la carlinga adicional que la compañía llama A.C.E.S. o Sistema de entrada de cabina articulado, que mueve parte del techo para facilitar el acceso. La idea se transfirió más adelante al automóvil de serie HiPhi X en forma de puertas de ala de gaviota, o lo que la compañía llama puertas NT.

### Batimóvil
Varios modelos del Batmobile utilizados en la producción de las películas de Batman hacen uso de la puerta de carlinga.

### Automóviles personalizados
Los techos de burbuja son populares en algunos coches personalizados, sobre todo en los de Ed Roth, como el Orbitron, el Road Agent y el Beatnik Bandit.

### Lamborghini
El Lamborghini Egoista, lanzado para celebrar el 50 aniversario de la compañía, tiene este tipo de puerta. Está diseñado para parecerse a un avión de combate.[cita requerida] El Lamborghini Terzo Millennio es un prototipo eléctrico futurista desarrollado en colaboración con el Instituto de Tecnología de Massachusetts (MIT).

### Holden
El Holden Hurricane, un prototipo de 1969.